# 波若信號場

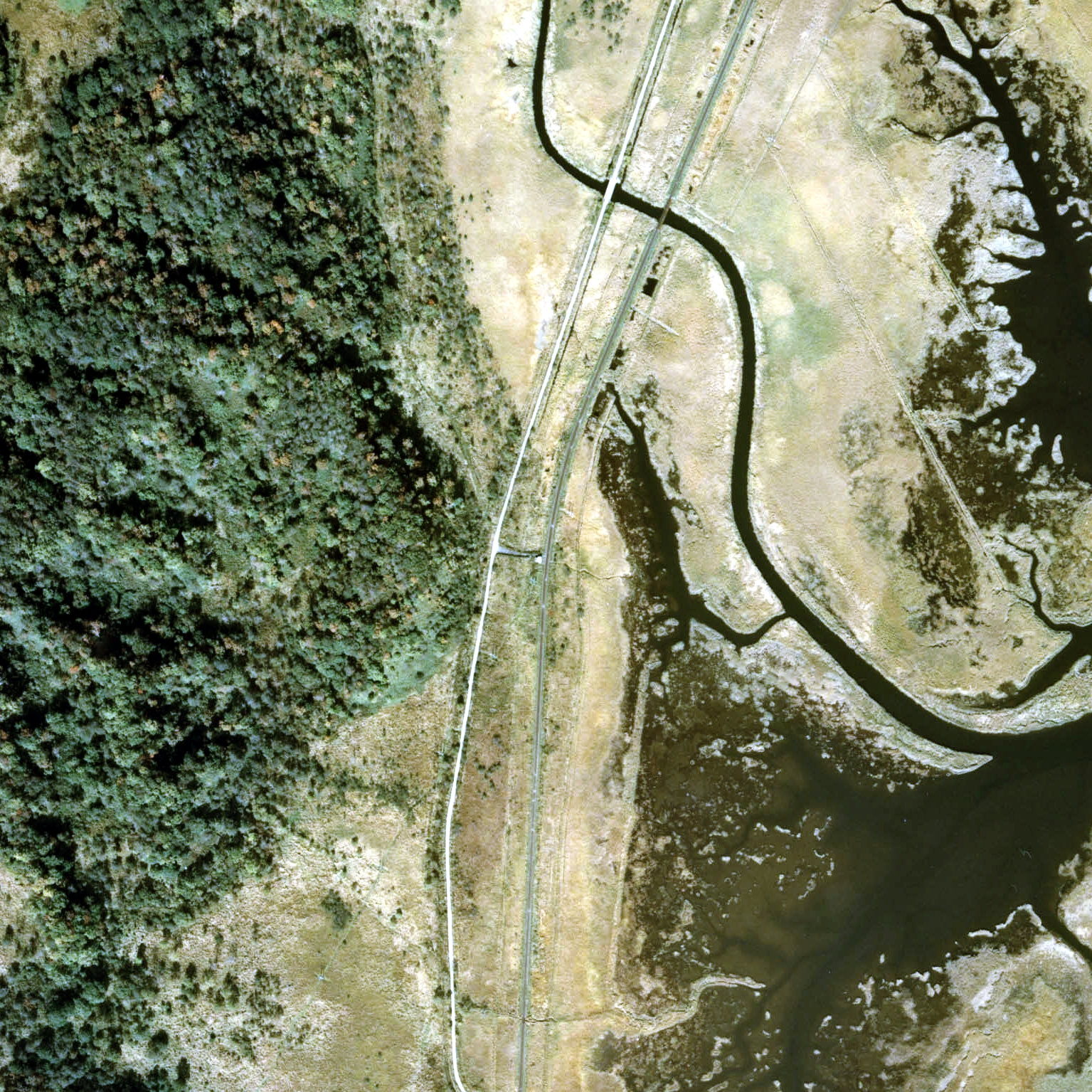
1977年拍攝的波若信號場遺址和周邊約1公里範圍。上方是白糠方向。右邊是馬主來沼。圖中鄰接路軌白色一點曾經是號誌站的小屋。現時該小屋也被撤走，沒有留下任何痕跡。

波若信號場（日语：／ Namiwakka Shingō-jō */?）是位於北海道白糠郡音別村馬主來（現時：釧路市音別町中音別），鐵道省根室本線的號誌站（廢站）。

## 概要
在此號誌站附近的鹹水湖馬主來沼中，從湖邊通往該處大海的出口經常很容易被堵塞，當水滿時，鐵路線會變得危險。為了安全便設置此號誌站。波若這個名稱是取自流往馬主來沼的河流名稱。

## 歷史
- 1913年（大正2年）12月1日：鐵道院釧路本線波若信號所啟用[1]。
- 1921年（大正10年）8月5日：成為鐵道省根室本線的號誌站。
- 1922年（大正11年）4月1日：改名為波若信號場[1]。
- 1931年（昭和6年）4月7日：號誌站被封閉[1]。
- 1938年（昭和13年）：號誌站被廢除[2][注 1][注 2][注 3]。

## 構造
此號誌站是在單線區間中，以讓列車交會而設的號誌站。沒有上落客用設備。號誌站小屋在白糠方向路軌的左邊，設置於內陸一側。

## 相鄰車站
鐵道省
根室本線
音別－波若信號場－白糠

## 注腳

## 相關項目
- 日本號誌站列表（日语：日本の信号場一覧）